# Centre national de génotypage
Pour les articles homonymes, voir CNG.
Le Centre National de Recherche en Génomique Humaine (CNRGH) est un centre de recherche chargé du développement et de l'application du génotypage et des technologies génomiques liées à cette activité, notamment pour l'identification de gènes morbides impliqués dans les maladies héréditaires. Situé sur la Genopole d'Évry avec des laboratoires de recherche académique, des entreprises de biotechnologies et l'Université d'Évry, il est actuellement dirigé par Jean-François Deleuze.
Le Centre National de Recherche en Génomique Humaine opère actuellement la plus grosse plate-forme de séquençage en France, et parmi les cinq plus grosses en Europe.  Grâce à cette capacité de séquençage et à son savoir-faire, le CNRGH sera fortement impliqué dans le plan "France Médecine Génomique 2025" annoncé par le Premier ministre Manuel Valls en juin 2016.

## Histoire
En octobre 1998, le groupement d’intérêt public (GIP) Centre National de Génotypage reprend les activités génomiques du Généthon qui, avec l’aide de l’AFM (Association française contre les myopathies), a été un pionnier des études génomiques en France.
En 2002, le CNG devient partie du nouveau GIP Consortium National de Recherche en Génomique (CNRG). Les autres membres du CNRG sont l’INSERM, le CNRS, l’INRA, le CEA et la société FIST (France innovation scientifique et transfert, filiale de transfert de technologie du CNRS).
Le 1er mai 2007 les deux plates-formes nationales de génomique, le Génoscope - Centre national de séquençage (CNS) et le Centre national de génotypage (CNG) sont intégrées au CEA et constituent l'Institut de Génomique au sein de la Direction des Sciences du Vivant. 
En 2017, le CNG devient le Centre National de Recherche en Génomique Humaine (CNRGH), un des deux départements de l'Institut de Biologie François Jacob (IBFJ), l'autre département étant le Génoscope-CNS.

## Articles connectes
- Génopole
- Technopole